# Ярус (стратиграфическое подразделение)
Геологи́ческий я́рус — стратиграфическое подразделение в геологии, наименьшая единица, подразделение общей (международной) стратиграфической шкалы, подчинённая геологическому отделу.

## Описание
Подразделяется на стратиграфические зоны.
Объединяет толщу горных пород, образовавшуюся в течение одного геологического века (как правило, несколько миллионов лет) и отвечающего определённому этапу геологического развития Земли.
Характеризуется типичными для него и только ему свойственными родами, подродами и группами видов.
Решающим критерием для установления объёма и границ яруса в стратиграфии являются данные биостратиграфического анализа.